# Andrej Jarc
Andrej Jarc, slovenski pianist, čembalist in pedagog, * 12. junij 1939, Ljubljana, † 12. november 2020, Ljubljana.

## Življenjepis
Leta 1962 je končal študij klavirja na Akademiji za glasbo v Ljubljani v razredu prof. Antona Ravnika. Podiplomski študij je zaključil v razredu prof. Zore Zarnik. Izpopolnjeval se je v Rimu pri Renzo Silvestriju in Guido Agostiju ter v Pragi pri prof. Josefu Palenčku in prof. Suzani Ruzičkovi (čembalo). Je dobitnik Škerjančevega priznanja SGBŠ Ljubljana, za umetniške in pedagoške dosežke.
Koncertno se je udejstvoval kot pianist, organist, čembalist, in dolgoletni korepetitor Komornega zbora RTV Slovenija.

S pedagoškim delom je pričel leta 1968 na Srednji glasbeni in baletni šoli v Ljubljani (SGBŠ LJ); leta 1984 pa je postal profesor klavirja na Akademiji za glasbo v Ljubljani. Vzgojil je vrsto uspešnih glasbenikov, ki delujejo kot pianisti, komorni glasbeniki in pedagogi. 
 Njegovi učenci so: Božena Hrup, Aleš Vasel, Borut Smrekar, Žiga Stanič, Maruša Bukovec, Eva Bohte, Jure Rozman, Ana Šinkovec, Barbara Novak, Jan Sever in drugi.